# JNJ-5207852
{{Chembox-lat
| verifiedrevid = 415670235
| ImageFile = JNJ5207852_structure.png
| ImageSize = 200px
| PIN = 1-{3-[4-(Piperidin-1-ilmetil)fenoksi]propil}piperidin
| SystematicName = 1-({4-[3-(Piperidin-1-il)propoksi]Fenil}metil)piperidin
| IUPACName =
| Section1 = !Identifikacija
|-
| 

| 
- interaktivna slika
- interaktivna slika

|-
| Abrevijacija
| JNJ-5207852
|-
| 
| 
- CHEBI:312531

|-
| 
| 
- 2046959

|-
| MeSH
| JNJ-5207852
|-
| 

| 
- 2766326

|-
| 
|-
| 
|-
|Section2=!Svojstva
|-
| 
| 
|-
| Molarna masa
|   
|-
|Section3=
}}
JNJ-5207852 je histaminski antagonist koji je selektivan za H3 receptor. On ima stimulantne i nootropne efekte u životinjskim studijama, te se smatra da on može da bude koristan u tretmanu deficita memorije vezanog za epilepsiju. -5207852 nije dospeo do stupnja kliničkog razvoja zbog nepovoljnih farmakokinetičkih karakteristika, ali je srodno jedinjenje JNJ-17216498 trenutno u fazi II kliničkih ispitivanja za tretman narkolepsije.